# Eutorna
Eutorna é um gênero de traça pertencente à família Agonoxenidae.